# Varnikai
Varnikai est un village de la Municipalité du district de Trakai en Lituanie. Il a une population de 93 habitants.

## Histoire
Au cours de la Seconde Guerre mondiale, le 30 septembre 1941, 1 446 Juifs sont assassinés, 366 hommes, 483 femmes et 597 enfants par des allemands et des nationalistes lituaniens dans les bois près du lac. Les victimes de cette exécution de masse perpétrée par un Einsatzgruppen proviennent des villages voisins, notamment de Trakai,. Une stèle est érigée sur le site du massacre.